# Brallans
Bralláns es una localidad de la provincia de Huesca (Aragón, España), parte del municipio de Torre la Ribera. 

## Geografía
Se localiza bajo el tuçal del Faro y sobre el barranco de la Llera, a 1.380 metros de altura sobre el nivel del mar.

## Toponimia
Julio Caro Baroja lo identificó con la Villa Bradilanis mencionada en textos medievales, algo en lo que coinciden medievalistas como Ángel Martín Duque. Se trataría en ese caso de un genitivo que hace referencia al propietario original de la villa, que portaría el nombre germano de Bradila. Ubieto documenta las variantes Braillans y Bradilanis.

## Historia
Según Agustín Ubieto Arteta, la primera referencia al pueblo es del año 800, recogida en la obra de Jerónimo Zurita Anales de la Corona de Aragón. Estudiosos de la historia de la Ribagorza lo asocian a la división del territorio en explotaciones agrarias, típica de los siglos IX-X.
Brallans fue una de las poblaciones de la ribera del río Isábena en la que se refugió la población ribagorzana durante la conquista musulmana y el tumultuoso siglo X. Fue en el periodo parte del dominio del Monasterio de Santa María de Obarra, al que los condes de Ribagorza donaron múltiples alodios hasta convertirlo en uno de los principales focos políticos de la región.
Con la integración del condado de Ribagorza en la monarquía aragonesa durante el siglo XI, fue parte de un conjunto de localidades disputadas entre los monasterios de Obarra y San Victorián, que los reyes trataron de desarrollar como centro de poder real en Ribagorza. La localidad consta desde el siglo XIII como parte de los dominios del segundo.
En 1304 consta la existencia de un batán y de molinos en la localidad, mostrando que además de la actividad agropecuaria había una pequeña actividad económica protoindustrial de carácter textil.

## Patrimonio
Se conservan las ruinas de una iglesia dedicada a San Julián, así como de una edificación del siglo XVIII y de algunas edificaciones auxiliares, como una fuente y una era.

## Demografía
Su población era de 5 habitantes en 1991. En 2005 esta había caído a 2 habitantes. En la actualidad se encuentra despoblado. Nunca ha llegado a estar despoblado, Casa Campet siempre ha estado habitada, y actualmente ha llegado una familia a la localidad. 